# المحمية الوطنية تمباس
محمية تومباس الوطنية هي منطقة محمية أنشئت في عام 2006 وتقع في منطقة تومبيس، في بيرو؛ بالقرب من الحدود مع الإكوادور. وتمتد على مساحة 751 كـم2 (290 ميل2) وإلى جانب منتزه سيروس دي أموتابي الوطني ومحمية إل أنجولو للصيد، تعد جزءًا من محمية نورويست للمحيط الحيوي التي حددتها اليونسكو.

## التاريخ
في عام ١٩٥٧، أنشأت الحكومة البيروفية غابة تومبيس الوطنية بمساحة ٧٥,١٠٢ هكتار، بهدف تعزيز الاستغلال الرشيد لموارد الغابات. إلا أن استخراج الأخشاب كان نشاطًا مهمًا في المنطقة منذ أربعينيات القرن العشرين، وكانت الغابة تُستغل بالفعل بشكل كبير.
وفي عام 1974، صدر قانون يحظر استخراج الأخشاب (باستثناء الأشجار الناضجة جدًا) في تومبيس.
وأعلنت اليونسكو غابة تومبيس الوطنية كجزء من محمية نورويست للمحيط الحيوي في عام 1977.
في عام ١٩٩٤، أصدرت الحكومة مرسومًا بإنشاء منطقة محمية تومبيس في المنطقة السابقة لغابة تومبيس الوطنية. وكان الهدف من إنشاء هذه المنطقة المحمية حماية منطقة نموذجية من غابات المحيط الهادئ الاستوائية، ونباتاتها وحيواناتها المهددة بالانقراض.
وفي 7 يوليو 2006، أعلنت الحكومة البيروفية جزءًا من المنطقة كمحمية تومبيس الوطنية. ودمجت المنطقة ذات الأولوية الأعلى للحفاظ عليها في منتزه سيروس دي أموتابي الوطني، بينما أعلن أن المنطقة المتبقية متوافقة مع الاستخدام التقليدي للأراضي وتم تعريفها على أنها تمتد على 19,266.72 هكتار (192.67 كـم2).

## الجغرافيا
تتميز المنطقة بتضاريس جبلية مع بعض المناطق المسطحة. وتغطيها الغابات الجافة موسميًا والغابات الاستوائية، بسبب المناخ الأكثر رطوبة الناتج عن التيارات البحرية والعوامل الجوية.

## المناخ
المناخ في المحمية شبه استوائي يتأثر في بعض السنوات بظاهرة النينيو ويبلغ متوسط هطول الأمطار السنوي 1350 ملم. وتتراوح درجات الحرارة من 35 درجة مئوية خلال فصل الصيف (الذروة في فبراير إلى أبريل)، إلى 15 درجة مئوية في فصل الشتاء (الذروة في يوليو وأغسطس).

### النباتات
نوع الغطاء النباتي السائد في المحمية هو الغابات الاستوائية الجافة موسمياً. من بين أنواع الأشجار الموجودة في هذه المنطقة المحمية: هوالتاكو ( Loxopterygium huasango )، سيبو ( Ceiba trischistandra )، ألغاروبو ( Prosopis spp.)، أنغولو ( Albizia multiflora )، كويبو ( Cavanillesia platanifolia )، جواياكان ( Tabebuia sp.) وبالو سانتو ( Bursera Graveolens ).

### الحيوانات
ومن بين الثدييات المحمية في المحمية: قرد العواء، والجاكوار، والمارجاي، وثعلب الماء الاستوائي الجديد، وسنجاب غواياكيل، والتايرا، والأيل أبيض الذيل.
تشمل الزواحف الموجودة في المحمية: التمساح الأمريكي، وأفعى الرموش، والسحالي من جنس Dicrodon.
وعثر على مجموعه 175 نوعًا من الطيور في المحمية، بما في ذلك: الببغاء ذو الخدين الرمادية، الببغاء ذو الوجه الأصفر، النمل البيتا البيروفي، الصقر ذو الظهر الرمادي، طائر الفرقاطة الرائع، الجاي أبيض الذيل، الصقر الأسود الشائع، الطائر الأصفر الأمريكي، الزرزور ذو الذيل الكبير، والهورنيرو شاحب الساقين.

## الأنشطة
على الرغم من عدم إنشاء أي مرافق أو مسارات للسياح حتى الآن، إلا أن إنشاء منطقة سياحية قيد التنفيذ. وتسعى سلطات المحمية إلى تعزيز الأنشطة مثل مراقبة الطيور والمشي لمسافات طويلة والتجديف بالقوارب.

## القضايا البيئية
استخراج الأخشاب؛ استخراج العسل البري؛ الصيد؛ تلوث الأنهار (من مناجم الذهب في الإكوادور وكذلك النفايات المنزلية من القرى القريبة من المحمية) والمستوطنات البشرية غير القانونية هي المشاكل الرئيسية التي تواجه المحمية.